# 瑞浪市市之瀬廣太記念美術館
瑞浪市市之瀬廣太記念美術館（みずなみしいちのせひろたきねんびじゅつかん）とは、岐阜県瑞浪市にある美術館。
瑞浪市（旧・岐阜県土岐郡土岐村）出身の彫刻家、市之瀬廣太に関する美術館である。

## 概要
美術品、美術に関する資料を収集、保管、展示するとともに、市之瀬廣太の偉業をたたえ、その作品を展示する施設である。1991年（平成3年）10月開館。
市之瀬廣太の作品、約300点を収蔵する。
常設展示として市之瀬廣太の作品約20点を展示する。2017年（平成29年）からは瑞浪市出身の彫刻家、天野裕夫の作品も常設展示している。年1、2回行う企画展及び特別企画展では瑞浪市とゆかりのある芸術家や作家等の作品を展示している。
施設は瑞浪市民公園の一画にある。

## 施設概要
- 展示室1
- 展示室2

## 利用案内
- 所在地：岐阜県瑞浪市明世町戸狩2番地の17
- 開館時間：9:00 - 17:00[2]
- 休館日：月曜日（その日が祝日の場合は火曜日及び水曜日）、休日の翌日（その日が土曜日又は日曜日の場合は火曜日）、年末年始（12月28日 - 1月4日）、資料の整理及び点検日（毎月末日。通常の休館日と重なった場合は翌日）[2]
- 入館料：大人200円　高校生以下無料
  - 特別展示の場合、別料金が必要な場合がある。
  - 瑞浪市陶磁資料館、瑞浪市化石博物館、市之瀬廣太記念美術館の3館共通入館料は大人500円。

## 交通アクセス

### 公共交通機関
- JR中央本線 瑞浪駅より徒歩で約20分。
- 瑞浪市コミュニティバス日吉線「市民公園前」バス停より徒歩。

### 自動車
- 中央自動車道 瑞浪ICより自動車で約5分。

## 周辺施設
- 瑞浪市民体育館　※瑞浪市民公園内
- 瑞浪市民野球場　※瑞浪市民公園内
- 瑞浪市民テニスコート　※瑞浪市民公園内
- 瑞浪市民競技場　※瑞浪市民公園内
- 瑞浪市民アーチェリー場
- 瑞浪市民弓道場　※瑞浪市民公園内
- 瑞浪市化石博物館　※瑞浪市民公園内
- 瑞浪市陶磁資料館　※瑞浪市民公園内
- 岐阜県先端科学技術体験センター（サイエンスワールド）
- 瑞浪市立明世小学校
- 中央自動車道瑞浪IC